# Нумми-Пусула
Нумми-Пусула (фин. Nummi-Pusula) — община в провинции Уусимаа, губерния Южная Финляндия, Финляндия. Общая площадь территории — 505,13 км², из которых 36,8 км² — вода.

## Демография
На 31 января 2011 года в общине Нумми-Пусула проживают 6124 человек: 3084 мужчины и 3040 женщин.